# 제네바 국립 고등음악원

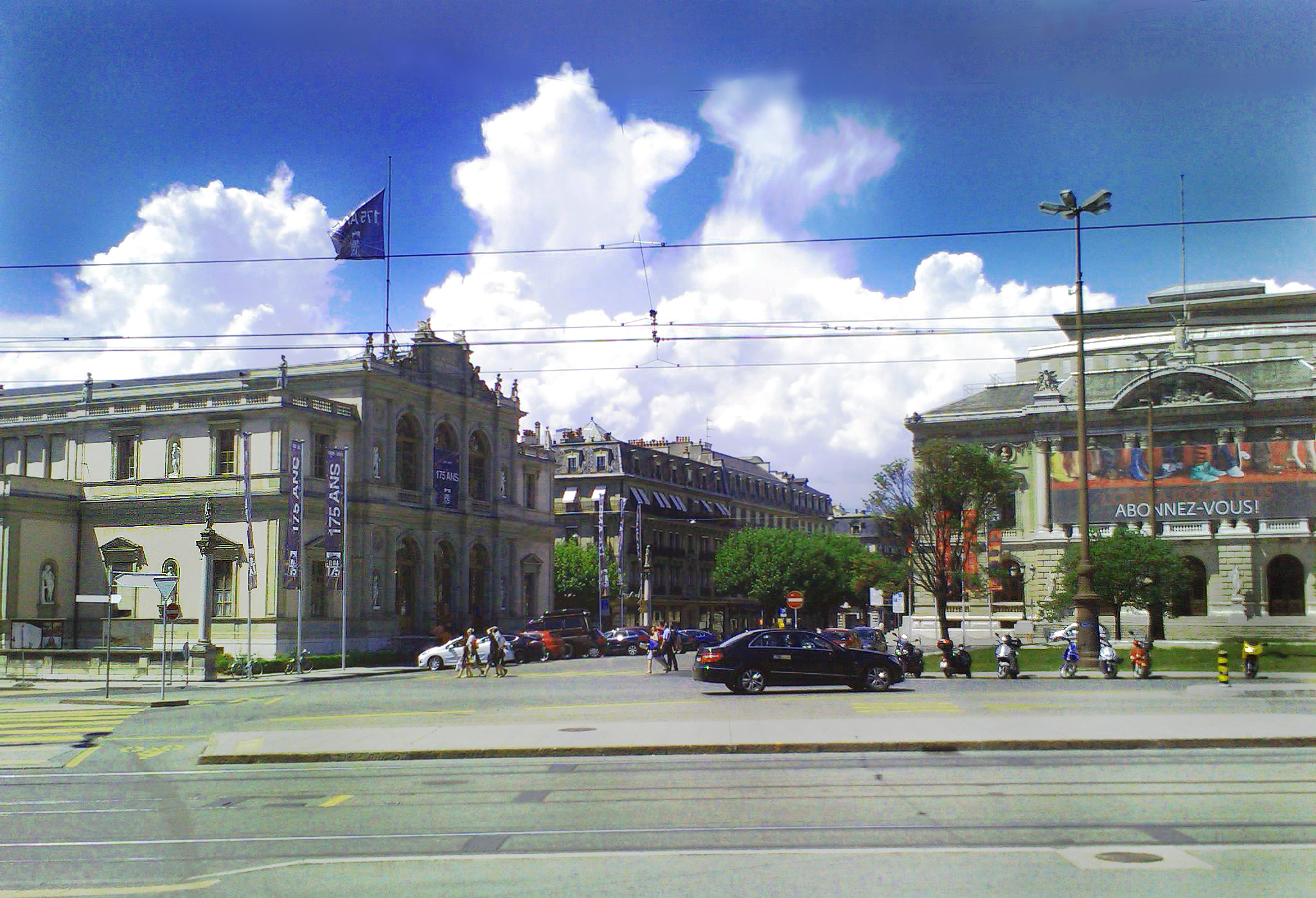
제네바 고등 국립음악원과 Place Neuve 광장

스위스에서 가장 오래된 전통의 명문 음악교육 기관인 제네바 음악원은 스위스 제네바에 있는 음악학교이다. 사립기관으로 설립됐으며 현재 제네바주와 제네바의 공공 교육기관에서 관리되고 있다.

## 역사
제네바 국립 고등음악원은 1835년 금융가이자 후원가인 프랑수와 바르트로니 (1796-1881)가 설립하였다. 제네바 음악원은 스위스의 가장 오래된 음악교육 기관이며 유럽에서 가장 역사가 깊은 음악원 중 하나이다. 음악원 설립 시 초대교수로 프란츠 리스트를 찾아볼 수 있다.
Place Neuve에 있는 음악원 건물은 1856년에서 1858년 사이 프랑스 건축가인 Jean-Baptiste Lesueur가 세운 것이다.
1939년에 창설된 세계 최초의 국제콩쿠르이자 세계 3대 음악콩쿠르 중 하나인 제네바 국제 콩쿠르가 이 음악원에서 창설되었다.

## 교육 과정
음악원은 1971년 두 종류도 나뉘었다.
- 전공생이 아닌 학생들을 위한 음악학교 (L'école de musique)
- 전공생을 위한 고등음악원 (Haute école de musique de Genève)

고등 음악원은 2009년 스위스 과학/전문 고등교육기관 산하의 고등교육기관으로 지정되었다.
고등 음악원은 650의 전공학생들이 재학 중이며 2,400 명의 비전공 학생들이 7개로 나뉜 음악원 건물에서 재학 중이다.

## 협력단체
음악원 도서관은 7만 부가 넘는 자료들을 소장하고 있다. 제네바 음악원은 제네바 대학, 제네바 스위스 로망드 오케스트라, 제네바 챔버 오케스트라, 제네바 대극장 그리고 제네바 국제 콩쿠르와 함께 협력하고 있다.